# Behangpatroongroep

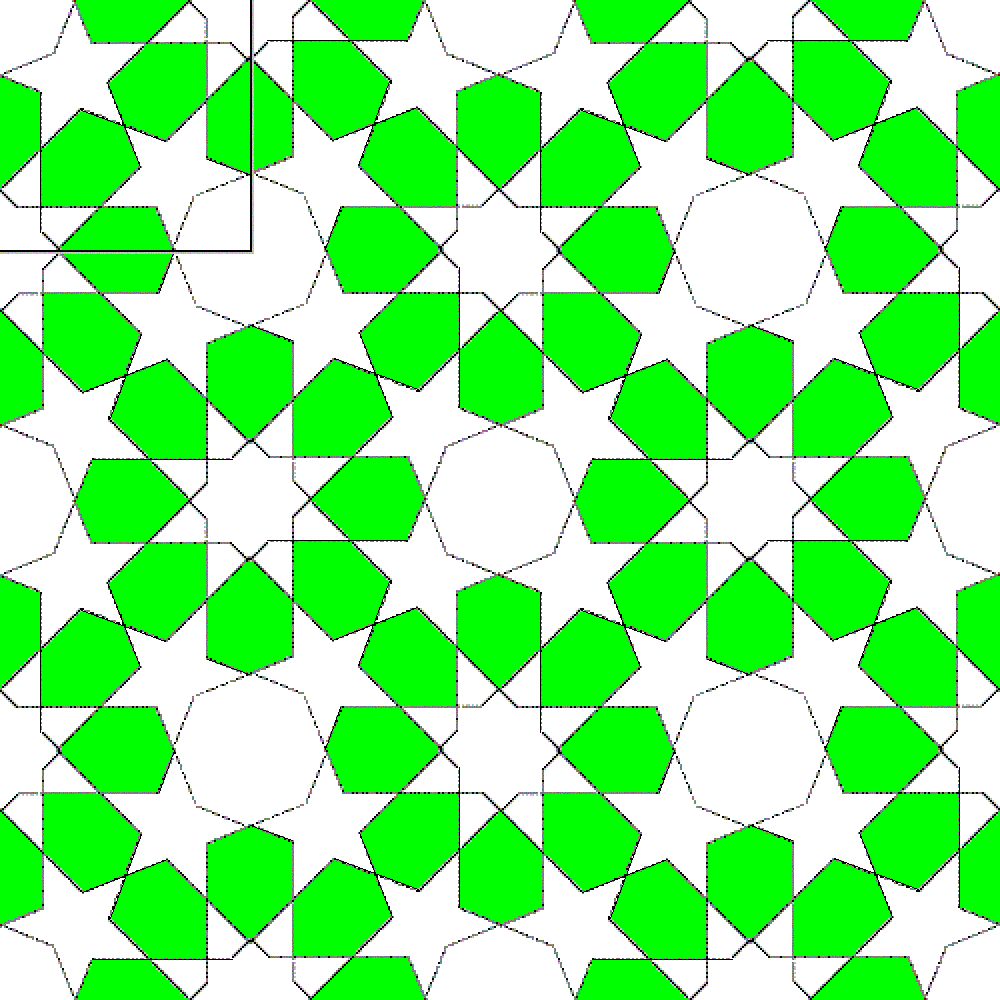
een islamitisch patroon, volgens groep p4mm

Het geheel van symmetrie van een tweedimensionaal patroon met minstens translatiesymmetrie in twee richtingen kan worden ingedeeld in 17 categorieën, die behangpatroongroepen worden genoemd. Binnen een categorie kunnen parameters variëren, maar is het geheel van symmetrie in essentie hetzelfde. Aangezien de symmetriegroep van een patroon de exacte symmetrie representeert is een behangpatroongroep een categorie van symmetriegroepen.
Een behangpatroongroep is een tweedimensionale ruimtegroep. Er zijn in twee dimensies vijf soorten bravaisroosters. Hun indeling komt overeen met de indeling in de vijf mogelijke vormen van de behangpatroongroepen.
De Russische wiskundige Jevgraf Fjodorov bewees in 1891 dat er 17 verschillende behangpatroongroepen zijn. Alle 17 komen reeds in de islamitische ornamenten in het Alhambra in Spanje voor.
Verwant zijn de strookpatroongroepen voor herhaling in één richting, hiervan zijn er zeven, en de rozetpatroongroepen voor patronen zonder translatiesymmetrie: cyclische groepen en dihedrale groepen.

## Symmetrie
De symmetriegroep van een tweedimensionaal patroon, met translatiesymmetrie in twee richtingen, bevat in ieder geval de translaties, maar daar kunnen de volgende isometrieën bij komen:
- rotaties over een hoek van 60°, 90°, 120° of 180°, dus een rotatiesymmetrie van de orde 6, 4, 3 of 2, een andere orde is niet mogelijk,
- spiegelingen en
- glijspiegelingen.

In de afbeeldingen hieronder wordt gebruikgemaakt van de volgende tekens:
- een ruit geeft het centrum aan van een rotatie over 180° = 360°/2
- een driehoek geeft het centrum aan van een rotatie over 120° = 360°/3
- een vierkant geeft het centrum aan van een rotatie over 90° = 360°/4
- een zeshoek geeft het centrum aan van een rotatie over 60° = 360°/6
- een dikke lijn geeft de spiegelas aan
- een streepjeslijn geeft een glijspiegeling aan

Alle hieronder getekende figuren zijn parallellogrammen, met als speciale gevallen ruit, rechthoek en vierkant. De hele figuur, het gele en het grijze gebied samen, is een eenheidscel van het patroon. Dat herhaalt zich steeds op basis van de translatiesymmetrie met translatievectoren die corresponderen met twee opeenvolgende zijden. Het is een fundamenteel domein van  alleen de translatiesymmetrie. Het gele vlak is een fundamenteel domein van het patroon. Een eenheidscel bestaat uit een aantal kopieën van het fundamenteel domein, bij chirale symmetrie alleen gedraaide versies, bij achirale symmetrie voor de helft spiegelbeelden. De asymmetrische letter F en zijn gedraaide en eventuele gespiegelde kopieën zijn ingetekend, zodat een vlak gevuld met translaties van de getekende eenheidscellen daadwerkelijk de betreffende symmetrie heeft als de gele kleur van het fundamenteel domein buiten beschouwing wordt gelaten, en ook de standen van de symbolen voor rotatiesymmetrie. De kleuren van deze symbolen zijn binnen een figuur gelijk als er een isometrie in de betreffende symmetriegroep is die het ene rotatiepunt op het andere afbeeldt. In een figuur met de betreffende symmetrie is de omgeving van het ene rotatiepunt gelijk aan die van het andere, eventueel gedraaid, of het spiegelbeeld. De kleuren van deze symbolen zijn anders verschillend. De omgeving van het ene rotatiepunt in een figuur met de betreffende symmetrie is in principe anders dan de omgeving van het andere.
De puntgroep van iedere eenheidscel is een eindige groep, de symmetriegroep van ieder patroon is door de translatiesymmetrie een oneindige groep. De eenheidscel is zo gekozen dat deze zoveel mogelijk de extra symmetrie van de betreffende behangpatroongroep heeft, maar heeft soms ook symmetrie die de behangpatroongroep niet heeft. Anderzijds heeft de eenheidscel nooit zelf een glijspiegeling als symmetrie. De behangpatroongroepen waarvan de symmetrie precies gegenereerd wordt door de translatiesymmetrie en de symmetrie van de hier gekozen eenheidscel, zijn p2, pmm, cmm en p4mm.
| Parallellogrammen | |
| 1. groep p1, ook O1 Deze groep heeft translatie als enige vorm van symmetrie. | 2. groep p2, ook 2222 Deze groep heeft naast translatie vier rotaties van 180°. |
| Rechthoeken | |
| 3. groep pm, ook ** Deze groep heeft 2 parallelle spiegelassen. | 4. groep pg (ook XX) |
| 5. groep pmm, ook *2222 | 6. groep pmg, ook 22* |
| 7. groep pgg, ook 22X | |
| Ruiten | |
| 8. groep cm, ook *X | 9. groep cmm, ook 2*22 |
| Vierkanten | |
| 10. groep p4, ook 442 | 11. groep p4mm, ook *442 of p4m Voorbeelden zijn oneindig voortgezet ruitjespapier, dus een regelmatige betegeling met vierkanten, een vierkant puntgrid en een schaakbordpatroon. De kortste translatievectoren in een schaakbord zijn diagonaal. |
| 12. groep p4gm, ook 4*2 of p4g Een voorbeeld is ruitjespapier, met om en om in elk vierkantje een horizontaal of verticaal streepje, met ook hier de kortste translatievectoren diagonaal                                                 | |
| Een p4-patroon kan als schaakbordpatroon worden beschouwd van herhaling van twee vierkante tegels, elk met rotatiesymmetrie van orde 4. Bij p4mm hebben beide tegels afzonderlijk extra symmetrie, bij p4gm zijn ze elkaars spiegelbeeld. | |
| 13. groep p3, ook 333 | 14. groep p3m1, ook *333 |
| 15. groep p31m, ook 3*3 | 16. groep p6, ook 632 |
| 17. groep p6mm, ook *632 of p6m | |

Deze patronen geven herhaling van twee gelijkzijdige driehoekige tegels, elk met rotatiesymmetrie en uiteraard van orde 3. Bij p3m1 hebben beide tegels afzonderlijk extra symmetrie, bij p31m zijn ze elkaars spiegelbeeld. Uitgaande van p3 geldt bij p6 voor een derde van de rotatiepunten de sterkere eigenschap dat ze niet van orde 3 maar van orde 6 zijn: het kan daarbij gaan om de hoekpunten van beide driehoeken, of het midden van een van beide. In het eerste geval zijn de twee tegels gelijk en is alleen de stand omgekeerd. Het patroon geeft dus herhaling van één gelijkzijdige driehoekige tegel met rotatiesymmetrie van orde 3, de rotatiepunten van orde 6 zijn de hoekpunten. Bij p6m heeft deze ene tegel ook nog extra symmetrie.

## Websites
- Jan van de Craats. Islamitische ornamentiek, 1 maart 2005.  voor het Nieuw Archief voor Wiskunde